# SMTP
SMTP (engl. Simple Mail Transfer Protocol) predstavlja osnovni protokol sloja aplikacija za elektronsku poštu, koji koristi uslugu pouzdanog transfera podataka protokola TCP. 
Kao i većina drugih protokola aplikacijskog sloja ima klijentsku i serversku stranu (koja se izvršava na serveru za elektronsku poštu onoga koji šalje i druga strana koja se izvršava na serveru). 
Kada server šalje poruku drugim serverima, on preuzima ulogu SMTP klijenta, a kad prima poruke ponaša se kao SMTP server.

## Definisanje SMTP protokola
Protokol SMTP je definisan dokumentom RFC 2821. Iako originalni dokument SMTP RFC datira iz 1982. sam protokol se pojavio znatno ranije i znatno je stariji od HTTP protokola. 
Opšte je prisutan na Internetu, budući da poseduje izuzetne osobine, iako mnogi smatraju da ima i arhaičnosti. SMTP ograničava tela svih poruka na sedmobitni ASCII, što razvojem multimedijalnih sadržaja dovodi do problema, budući da binarni multimedijalni podaci moraju da se kodiraju u ASCII, da bi se preneli protokolom SMTP, posle čega se poruka ponovo dekodira.

## Klijentska strana protokola SMTP
Klijentska strana na portu 25 uspostavlja TCP konekciju sa serverskom stranom, ukoliko je ne uspostavi, pokušava ponovo. Nakon uspostavljanja konekcije prelazi se na proces sinhronizacije aplikacijskog sloja, tokom koje SMTP klijent navodi adresu pošiljaoca, posle čega počinje slanje poruke, oslanjajući se na uslugu pouzdanog transfera podataka protokola TCP . 
Ukoliko ima još poruka postupak se ponavlja, ukoliko nema, prekida se konekcija.